# Loch Moy
Loch Moy är en sjö i Storbritannien.   Den ligger i kommunen Highland och riksdelen Skottland, i den norra delen av landet, 700 km norr om huvudstaden London. Loch Moy ligger 464 meter över havet.  Omgivningarna runt Loch Moy är en mosaik av jordbruksmark och naturlig växtlighet.